# Rugby en los Juegos Asiáticos
El rugby es una de las tantas disciplinas de los Juegos Asiáticos.
Se jugó por primera vez en Juegos Asiáticos de 1998, en la XIII edición de los Juegos y dejó de disputarse en la edición del 2002.
En las ediciones de 1998 y 2002, se disputó en conjunto con el rugby 7, desde la edición 2006 solo se juega el torneo en esta modalidad.
La medalla de oro fue obtenida por la Corea del Sur en ambas ocasiones, así mismo las medallas de plata y bronce fueron obtenidas por Japón y China Taipéi, respectivamente.

## Historial
| Evento       | Oro           | Plata | Bronce       |
| ------------ | ------------- | ----- | ------------ |
| Bangkok 1998 | Corea del Sur | Japón | China Taipéi |
| Busan 2002   | Corea del Sur | Japón | China Taipéi |

## Medallero
| Núm. | País          | Oro | Plata | Bronce | Total |
| ---- | ------------- | --- | ----- | ------ | ----- |
| 1    | Corea del Sur | 2   | 0     | 0      | 2     |
| 2    | Japón         | 0   | 2     | 0      | 2     |
| 3    | China Taipéi  | 0   | 0     | 2      | 2     |
|      | TOTAL         | 2   | 2     | 2      | 6     |

Nota: El torneo de los Juegos Asiáticos de 2002 es el último considerado